# Castelul San Andrés
Castelul San Andrés (în spaniolă Castillo de San Andrés sau Torre de San Andrés) este un monument istoric și arhitectonic situat în localitatea San Andrés din regiunea Macizo de Anaga, aflată la o distanță de 8 km de Santa Cruz de Tenerife (Insulele Canare, Spania).
A fost construit în anul 1769 pentru a apăra insula de atacurile piraților, existând anterior și alte castele în acel loc.
Castelul este renumit în principal în legătură cu atacul eșuat al lui Horatio Nelson în Santa Cruz de Tenerife, în 1797. După predarea lui Nelson, ca urmare a întârzierii sosirii documentului de capitulare la Castelul San Andrés, navele britanice care navigau de-a lungul localității San Andrés au fost bombardate, iar Theseus, nava amiral a lui Nelson, a suferit distrugerea catargului și a tachelajului.
Castelul a avut de suferit unele distrugeri în cursul istoriei sale. Un torent de pe un versant al stâncii de lângă el a produs prăbușirea unei părți a castelului în 1898, dar restul se află încă în picioare.
La 22 aprilie 1949 castelul a fost declarat monument istoric național spaniol, iar în 1999 a fost declarat Monument de Interes Cultural în Insulele Canare.